# Sant'Andrea d'Agliano
Sant'Andrea d'Agliano, con 19 abitanti, è una frazione del comune di Perugia (PG).
Localizzata nella periferia sud-est ai piedi della collina (194 m s.l.m.), si estende fino alla riva destra del Tevere. Il paese non è raccolto attorno ad un vero e proprio nucleo, bensì resta distribuito in diversi punti della sua estensione territoriale.
Il centro è rappresentato dalla chiesa (dedicata all'omonimo santo) e dalla canonica; assieme alle poche case circostanti costituisce un punto di raccolta per la vita aggregativa, culturale e religiosa degli abitanti.
Amministrativamente fa parte della IX circoscrizione "San Martino in Colle" del Comune di Perugia.

## Storia
Nel 1765 fu ritrovata un'antica iscrizione romana posta da C. Attilio della tribù Leonia, centurione della XII Legione. Questa famiglia ebbe qui la sua abitazione e si pensa che il nome Agliano derivi proprio da essa.
Intorno al X secolo, il territorio era stato bonificato dai monaci benedettini dell'abbazia di San Pietro di Perugia.
Nel 1045, la bolla di papa Gregorio VI cita la chiesa di S. Angelo d'Agliano, alla quale nel 1057, papa Stefano IX aggiunge anche S. Andrea d'Agliano.
Nel 1380, S. Andrea e S. Angelo d'Agliano vengono citati come "Villa" nel censimento ordinato dal Priore del Comune di Perugia. Nel 1562, ancora la chiesa di S. Angelo esisteva, mentre ad oggi non vi sono più tracce e resti della sua ubicazione.
Nel 1784, la chiesa di S. Andrea venne demolita e ricostruita su disegno di Giuseppe Cerrini.

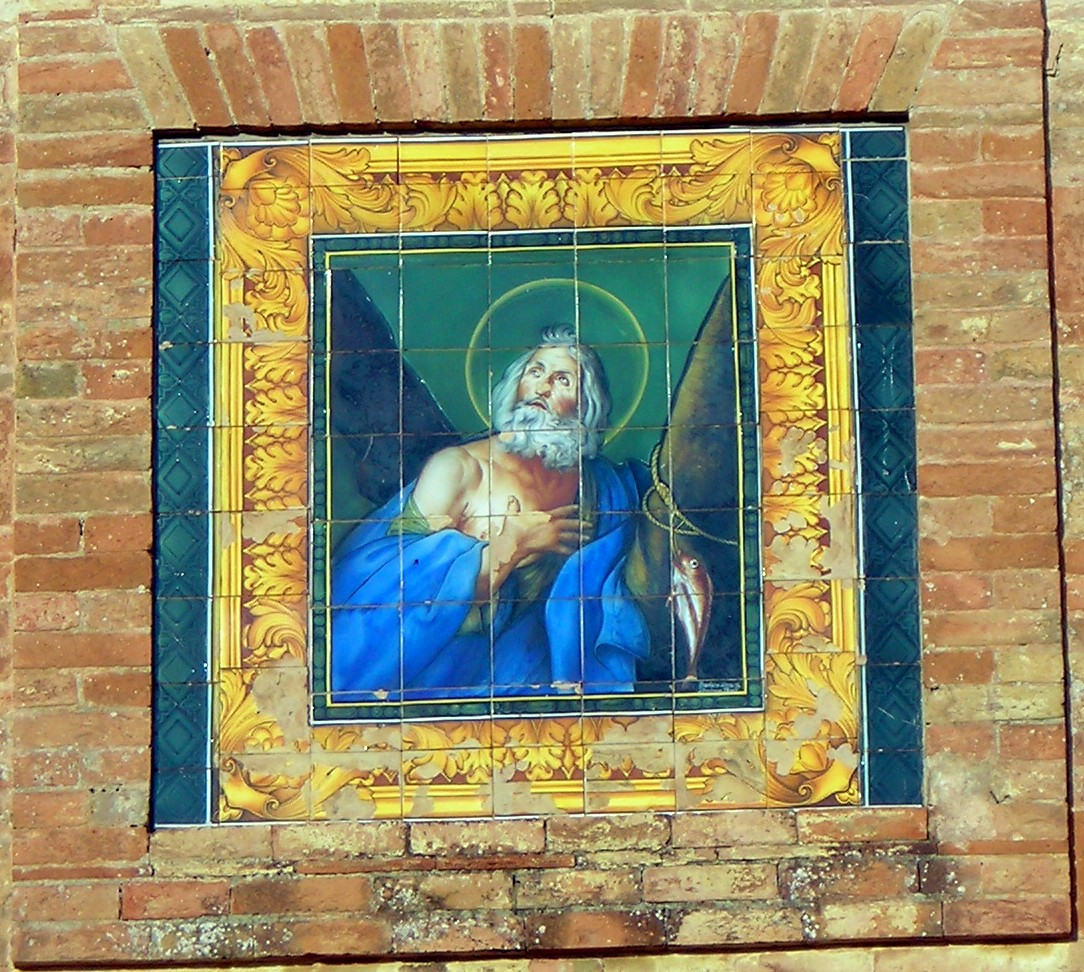
Particolare della facciata della chiesa: una composizione maiolicata rappresentante sant'Andrea.

## Economia e manifestazioni
Il paese è un esempio di realtà rurale umbra, fondato sull'agricoltura, attività che ancora viene svolta da molte famiglie del luogo. Ad oggi conta circa 800 abitanti ed è noto anche per lo svolgimento della Sagra della Rucola, nell'ultima settimana di agosto.

## Monumenti e luoghi d'arte
- Chiesa di S. Andrea (XVI secolo)